# Septimale kleine terts
De septimale kleine terts (afgekort septimale m3) is de toon die precies 7/6 keer zo hoog is als de grondtoon. Uitgedrukt in cents bedraagt deze toonafstand 267. Ter vergelijking: een getempereerde kleine terts komt overeen met 300 cents.
De septimale kleine terts is een toon die niet voorkomt in de Westerse gelijkzwevende stemming, maar wel een consonante toon die gebruikt wordt in de microtonale muziek, de Bohlen-Pierce verdeling en een aantal niet-westerse toonschalen.
De septimale kleine terts heeft verwantschappen andere septimalen uit de septimalenreeks:
- De septimale tritonus of BP-tritonus (7/5) is een reine kleine terts van de septimale kleine terts.
- De harmonische septiem (7/4) is een reine kwint van de septimale kleine terts.
- De minimale decime, BP-decime (7/3) is een octaaf van de septimale kleine terts.
- De 7/2 is twee octaven hoger dan de septimale kleine terts.
- De 7/1 is 3 octaven hoger dan de septimale kleine terts.